# 彭里斯
彭里斯（英語： /ˈpɛnrɪθ/、/pɛnˈrɪθ/）是英国英格兰坎布里亚郡的一个集镇、民政教区，位于卡莱尔以南17英里（27），人口超过1万。

## 友好城市
- 彭里斯